# Карлос Финлеј
Карлос Финлеј (шп. Carlos Juan Finlay) је кубански научник, епидемолог, који је најпознатији по открићу улоге комараца у преношењу жуте грознице.
Рођен је 1833. године у граду Пуерто Принципе (данас Камагвеј) на Куби од родитеља француског и шкотског порекла. Године 1853. је уписао Џеферсон медицински колеџ у Филаделфији, САД који завршава 1855. године, а студије наставља у Хавани и у Паризу. Након завршетка студија сели се у Хавану и почиње да се бави медицином. 
Кубанска влада је 1879. године послала Финлеја да заједно са Северноамеричком комисијом изучава жуту грозницу. Након две године је послат као кубански делегат на међународну конференцију у Вашингтону. На конференцији је изнео тврдњу да жуту грозницу преноси вектор, за којег је касније утврдио да је врста комарца Culex fasciatus (данас позната као Aedes aegypti).
Када је америчка војна група за истраживање жуте грознице стигла на Кубу 1900. године, Финлеј је успео да је убеди у своју теорију о комарцима, као преносиоцима болести. Шеф групе Волтер Рид (енгл. Walter Reed) је потврдио Финлејеву теорију. Ово откриће је омогућило сузбијање жуте грознице и спасавање бројних људских живота у Јужној и Централној Америци, као и у јужном делу САД и у Африци.
Финлеј је преминуо 1915. године од можданог удара, у својој кући у Хавани.